# 1299
1299 (MCCXCIX) je bilo navadno leto, ki se je po julijanskem koledarju začelo na četrtek.

## Dogodki

### Slovenija
- 23. februar - Umre oglejski patriarh Rajmond Della Torre. Goriški grofje poskušajo na izpraznjeno prestižno mesto vriniti svojega kandidata Konrada II. iz Šlezije, a ga na polovici poti dohiti papeževo pismo, naj se obrne nazaj. Papež Bonifacij VIII. nato za novega oglejskega patriarha imenuje svojega zaupnika Pietra Gerro. 1301 ↔

### Države naslednice Mongolskega imperija
- Bitka pri Kagamliku, Zlata horda: s porazom in smrtjo de facto vladarja Nogaja se razreši spor med njim in legitimnim kanom Tohto, ki postane nesporen kan Zlate horde. Tohto prizadane edino dejstvo, da je Nogaja v bitki ubil preprost ruski vojak, zato ukaže "junaka" umoriti. Nogajevi privrženci pobegnejo v sosednje države.↓
- → Sin poraženega Nogaj kana Čaka vodi svoje privržence v Bolgarijo, kjer detronizira carja Ivana IV. Smileca. Bolgarska histografija ga šteje za bolgarskega carja, četudi je bil njegov namen, da najde zatošišče za obrambo pred kanom Tohto.
- Egipt: potem ko egiptovski emirji umorijo sultana Ladžina, iz trdnjave Al-Karak potegnejo bivšega, zdaj 14 letnega sultana An-Nasirja Muhamada. Toda še preden se le-ta namesti v Kairu, Egipt ponovno ogrozijo Mongoli. ↓
- oktober → Invazija Ilkanata na Sirijo: mongolska vojska[1] pod vodstvom kana Mahmuda Gazana v vojaški kampanji proti egiptovskim mamelukom vdre v Sirijo. Prvo mesto, ki pade, je močno utrjeni Alep.↓
- 22. december → Tretja bitka pri Homsu: mongolska vojska Ilkanata premaga egiptovske mameluke. Mongoli uporabijo staro taktiko lokostrelske konjenice in razbijejo egiptovsko desno krilo, za manj številne mameluke pa je usodna slaba komunikacija na bojišču. Mongoli napredujejo od Homsa proti Damasku. 1300 ↔

- Mongolska invazija v Indijo 1299: afganistanski Mongoli/Moguli iz Čagatajskega kanata pod vodstvom Čutluk Hvadže, sina kana Duve, vpadejo v severno indijski Delhijski sultanat in se disciplinirano usmerijo naravnost proti Delhiju. V brezupni situaciji uspe delhijska vojska s srditim bojem napadalce premagati in pregnati.
- Kilikijska Armenija: Hetum II., ki se mu je vid po oslepitvi pred tremi leti deloma povrnil, odstrani s prestola najmlajšega brata Konstantina I., ki se pridruži drugemu bratu in bivšemu kralju Sempadu v zaporu. Tam ju Hetum, naveličan njunih zarot, obdrži do smrti. S soudeležbo pri mongolski invaziji v Sirijo si obnovi izgubljena ozemlja na račun egiptovskih mamelukov. ↔

### Ostalo
- 1. april - Angleški kralj Edvard I. podeli trgu Kingston upon Hull mestne pravice.
  - To leto si Edvard I. izposodi večjo količino denarja od florentinske banke Frescobaldi, ki ima izpostavo v Londonu.
- april -  Prva vojna za škotsko neodvisnost: Škoti po porazu pri Falkirku pod vodstvom Roberta Brucea ponovno prevzamejo pobudo na bojišču. V aprilu zavzamejo eno največjih škotskih utrdb Stirling. Frontalnim napadom na angleško vojsko se izogibajo.
- 17. maj - Livonski viteški red[2] nepričakovano vdro v rusko Kneževino Pskov. Pobožni in priljubljeni vladar litvanskega rodu Daumantas ubrani mesto, a kmalu za tem huje zboli in umre. Nasledi ga (domnevni) sin David iz Hrodne.
- 4. julij - Bitka pri Rtu Orlando, vojna sicilskih večernic: aragonsko-anžujska koalicija pod vodstvom prekaljenega admirala Rogerija iz Laurije, ki ostaja zvest aragonski kroni, v pomorski bitki premaga sicilsko floto pod vodstvom Friderika III.. Koalicija zajame 18 galej in pobije njihove posadke. Ko aragonski kralj Jakob II. uvidi, da je v vojni proti bratu šel predaleč, ukaže vrnitev aragonske flote v Aragonijo. Neapeljski Anžujci, katerih delež flote je bil približno četrtinski, s tem izgubijo priložnost za takojšnjo invazijo na Sicilijo.
- 15. julij - Umrlega norveškega kralja Erika II. nasledi mlajši brat Hakon V.
- 27. julij - Osman I. z razglasitvijo neodvisnosti svoje majhne kneževine od Seldžuškega sultanata v Konyi[3] utrdi temelje kasnejšega Otomanskega cesarstva. V tem času so se osamosvojili tudi ostali bejliki, vazali ikonijskega Seldžuškega sultanata, ki se je močno skrčil na osrednjo Anatolijo in izgubil stik z morjem. Ker Osmanov bejlik meji na šibko in bogato Bizantinsko cesarstvo, ima boljše možnosti za širitev kot ostali bejliki. 1302 ↔
- 31. julij - Genova in Pisa skleneta 30 letno premirje. Pisanci se obvežejo, da bodo pomagali Genovskim interesom na Korziki. ↓
- → Sporazum v Milanu: Genova in Benetke skleneta premirje in izmenjata vojne ujetnike. Benečani se nato osredotočijo na vojno z Bizantinskim cesarstvom in začno pleniti po bizantinskih otokih v Egejskem morju. 1302 ↔
  - julij - V genovski ječi Marko Polo zaključi z narekom svojih Potovanj, ki jih v francoščini zapiše sojetnik Rustigielo iz Pise.
- 8. september - Canterbury, Anglija: poroka med 61-letnim angleškim kraljem Edvardom I. in 21-letno francosko princeso Margareto Francosko konča vojno ter preusmeri strasti med angleško in francosko krono. Francoski kralj Filip IV. s tem vrne angleškemu kralju vojvodino Gaskonjo/Guyenne, ki je bila casus belli spora. Za razliko od prejšnjih porok angleških kraljev, Margareta Francoska ni bila kronana. 1300 ↔
- 10. november - Zaradi griže umre mladi holandski grof Ivan I.. Z njegovo smrtjo izumre hiša Holandijcev. Po nasledstvenem sporazumu preide se Grofija Holandija preide v personalno unijo z Grofijo Hainaut[4] na hišo Avesnes. Grof Ivan II. Avesneški tako h grofiji Hainaut vključi še Holandsko in Zeelandsko grofijo.
  - Rotterdam postane mesto.
- 1. december - Bitka pri Falconariji, vojna sicilskih večernic: sicilski kralj Friderik III. porazi neapeljsko invazijsko armado pod vodstvom princa Filipa I. Tarantškega, ki je v bitki ujet. 1302 ↔
- 8. december - Vaucouleurs: nemški kralj Albert I. Habsburški in francoski kralj Filip IV. utrdita zavezništvo s predporočno pogodbo svojih pomladkov: francoska princesa Blanka Francoska je obljubljena v zakon habsburškemu princu Rudolfu I.
- 31. december - Umre grofica Anjouja in Maineja Margareta Anžujska. Njen soprog Karel Valoiški s tem izgubi pravico do naziva anžujskega in maineškega grofa. Grofijo nasledi najstarejši sin Filip.
- Upor parvenijev v Benetkah: novo pečeni bogataši zahtevajo od starega beneškega meščanstva več političnih pravic. Vodi jih Marin Bocconio, izjemno bogat, a ne ravno najbolj premišljen človek. Pretkani beneški dož Pietro Gradenigo povabi deset najbolj glasnih zarotnikov na individualne razgovore v Doževo palačo in ukaže enega za drugim zadaviti, mdr. tudi Marina Boccania.
- Francosko-flamska vojna: invazija Francije na Flandrijo. Ker Flandrija ne uživa več angleške zaščite, je boj neenak. 1300 ↔
- Švedsko-novgorodska vojna: Švedi si pridobijo popoln nadzor nad reko Nevo. Novgorodci še isto leto v protiofenzivi uničijo švedsko strateško utrdbo Landskrona ob ustju reke Neve.[5]
- Magreb: Marinidi pod vodstvom Jusufa an-Nasrja vpadejo v sosednje kraljestvo Tlemcen, ki ji vlada dinastija Zianidov pod vodstvom sultana Abu Saida Osmana. 1304 ↔

- Florentinska republika: trgovsko mesto z ediktom prepove uporabo "modnih" arabskih številk. V trgovski dejavnosti je dovoljeno računati edino z rimskimi števkami.

## Rojstva
- 15. maj - Henrik Habsburški, avstrijski vojvoda († 1327)
- 2. november - Alfonz IV., aragonski kralj († 1336)
- Dimitrij Tverski, vladimirski veliki knez († 1326)
- Malatesta II. Malatesta, italijanski vojskovodja, vladar Riminija († 1364)
- Nikolaj iz Autrecourta, francoski filozof in teolog († 1369)
- Rudolf von Erlach, švicarski vojskovodja († 1360)
- Tenoč, azteški vladar († 1375)

## Smrti
- 17. maj - Daumantas iz Pskova, knez Pskova litvanskega rodu, pravoslavni svetnik (* 1240)
- 15. julij - Erik II., norveški kralj (* 1268)
- 10. november - Ivan I., holandski grof (* 1284)
- 19. november - Mehthilda iz Hackenborna, nemška cisterijanska redovnica, mistikinja (* 1241)
- 9. december - Bohemond I. Warnesberški, trierski nadškof, knez-elektor
- 31. december - Margareta Anžujska, grofica Anjouja in Maineja (* 1273)

Neznan datum
- Gottfried Hagen, nemški (kölnski) kronist (* 1230)
- Jakut al-Mustasimi, turški islamski kaligraf
- Ladžin, egiptovski mameluški sultan
- Marin Bocconio, beneški bogataš, zarotnik
- Nogaj, de facto vladar Zlate horde (* ni znano)
- Rajmond Della Torre, oglejski patriarh
- Zafar Kan, general Delhijskega sultanata